# パイアンドピー
パイアンドピー（英語: Pie and peas）は、1人前サイズの小型のポークパイとマッシーピー、グレービーソースを合わせた、北イングランドの伝統的な食事である。

## 歴史
パイは、家庭で作るよりも市販のものを利用することが多い。北部では、パイアンドピーの専門店も普通に見られるが、最近ではサンドイッチやフィッシュ・アンド・チップスの店で売っていることの方が多い。肉とジャガイモやステーキパイを好む者もいるが、伝統的ではない。
パイアンドピーは、イギリスのフットボール場で良く食べられ、フットボールファンの間で特に人気がある。